# Warcino
Warcino [varˈt͡ɕinɔ] (en alemán: Varzin) es un poblado en el distrito administrativo de Gmina Kępice, dentro del condado de Słupsk, Voivodato de Pomerania, en el norte de Polonia.

## Geografía
El asentamiento se encuentra en Pomerania Central, en la margen izquierda del río Wieprza, aproximadamente a 3 kilómetros (2 mi) al suroeste de Kepice, 30 kilómetros (19 mi) suroeste de Słupsk, y 117 kilómetros (73 mi) oeste de la capital regional, Gdansk. El pueblo tiene una población de 450 personas. 

## Historia

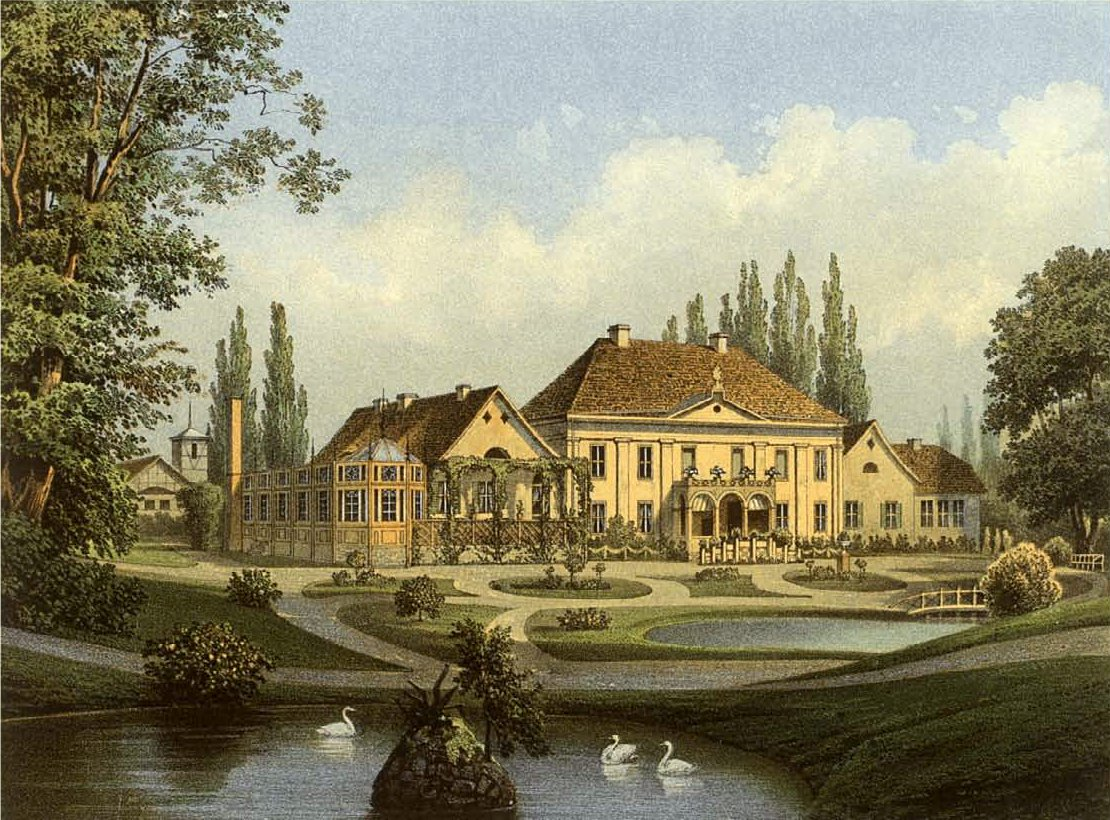
Finca Varzin, colección de Alexander Duncker (finales del).

El asentamiento, mencionado por primera vez en una escritura de 1485, cuando formaba parte del ducado de Pomerania gobernado por el duque Griffin Bogislaw X (1454-1523). Las fincas estaban en manos de nobles de la cercana Zitzewitz (ahora Sycewice, Polonia). Devastada en la Guerra de los Treinta Años, la región se incorporó a la provincia Brandeburgo-Prusia de Pomerania en 1653. La rama Varzin de la familia noble Zitzewitz se extinguió en 1781, después de lo cual las fincas cambiaron de manos varias veces. 
En 1867 fue comprado a la familia Blumenthal por Otto von Bismarck por el agradecido estado prusiano por sus servicios como ministro presidente durante la guerra austroprusiana. Bismarck, aunque nació en la región de Altmark, en el centro de Alemania, tenía vínculos con el este de Pomerania, ya que había pasado varios años de su infancia en las propiedades de su familia en Kniephof (ahora Konarzewo) cerca de Naugard, y se casó con Johanna von Puttkamer (de la noble familia Pomerania Puttkamer) en la cercana Kolziglow en 1847. Bismarck disfrutó evidentemente el estilo de vida de un junker prusiano y la casa con su parque extendida y los bosques se convirtieron en una de las residencias favorecidos de la pareja. Johanna murió en 1894 en Varzin, precediendo a su esposo por cuatro años. Otto von Bismarck se retiró a su mansión Friedrichsruh en Lauenburg. 
La mansión Varzin permaneció en posesión de la familia Bismarck hasta el final de la Segunda Guerra Mundial. La última residente familiar, la condesa Sybille von Bismarck (née von Arnim), viuda del hijo de Otto von Bismarck, Wilhelm, se negó a huir y, a los 81 años, se suicidó cuando las fuerzas del Ejército Rojo se acercaban en marzo de 1945. Fue enterrada en un mausoleo familiar en el terreno, que sin embargo fue destruido en 1957. Después de la guerra, los residentes alemanes restantes del área fueron expulsados por la fuerza y el lugar se convirtió en el Warcino polaco. La casa señorial, convertida en una escuela forestal, conservaba una gran representación del caballo de Bismarck, Schmetterling, en sus paredes. 
En 2011-2012, los restos de la ruinosa iglesia protestante de entramado de madera en la cercana Ciecholub fueron salvados y reubicados en el parque Warcino. La iglesia reconstruida fue consagrada por el obispo evangélico Marcin Hintz el 17 de agosto de 2012.

## Personas destacadas
- Theodor Fontane visitó Varzin, que se menciona en su novela Effi Briest.
- El conde Gustav Kálnoky, ministro de Asuntos Exteriores de Austria-Hungría, llegó a Varzin en 1884 para conversar sobre asuntos de la Triple Alianza con el canciller Bismarck.
- Walter Flex, autor del poema Wild Geese, se quedó en Varzin como tutor de la familia Bismarck en 1910-1911.
- Marion Dönhoff descansó en Varzin durante su vuelo ecuestre desde Prusia Oriental en 1945 y pasó varios días allí con Sybille von Bismarck.
- Johanna von Puttkammer, esposa del canciller y diplomático Otto von Bismarck.